# Освящение креста

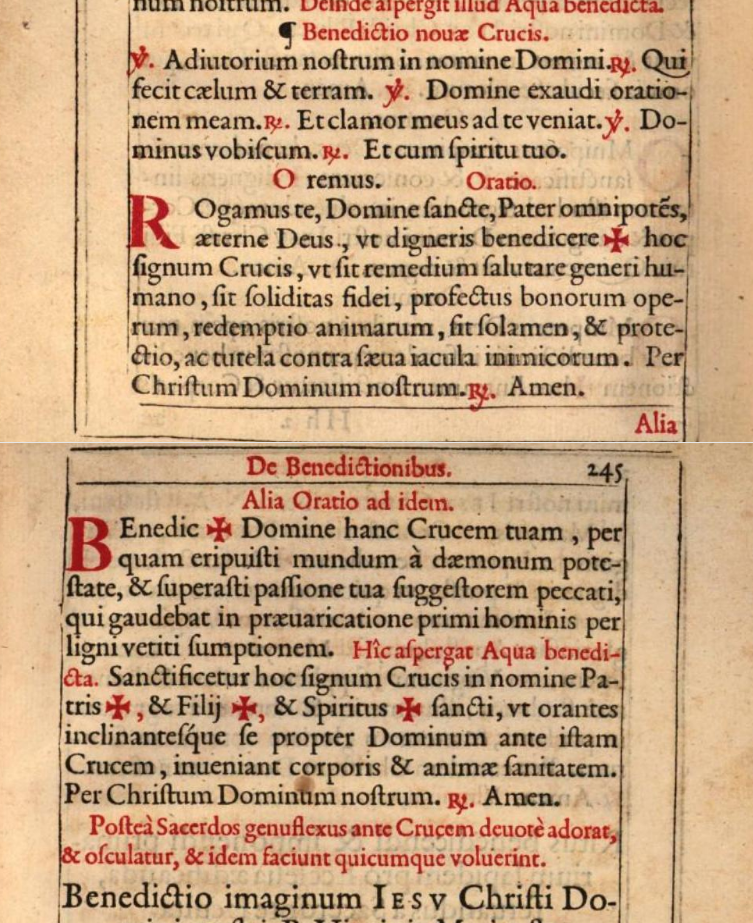
«Rituale Romanum» (Roman Ritual) 1626 год. Благословение нового креста

Освяще́ние креста́ (лат. Benedictio nouae Crucis — «Благословение нового Креста») — обряд или чинопоследование благословения изготовленного для употребления креста.

## История
Освящение рукотворных предметов известно ещё с ветхозаветных времён, так освящались скиния завета (Исх. 40:34) и храм Соломона (2Пар. 7:1). В отличие от периода гонений на иконы, гонений на изображение креста в христианстве не было. Но при этом освящение крестов в древней Церкви не существовало.
Точное время появления чина освящения креста — неизвестно. Чин появился в католичестве уже после Раскола христианской церкви на православие и католицизм в 1054 году. Впервые в православной богослужебной литературе чин зафиксирован в Требнике Петра Могилы (1646 год). Чин является переработанным переводом чина освящения креста из латинского, католического богослужебного сборника Rituale Romanum 1614 года. На Русь эта традиция пришла только после Раскола. В греческих православных церквях и в старообрядчестве, в том числе в единоверии, данного чина нет; нет его и в Большом Требнике. В Требнике Петра Могилы помещён этот обряд под названием — «Чин благословения и освящения новосооруженнаго креста от злата, или сребра, или много крушца, или древа или распятия на кресте древяном, или досце иконой писанный». В современных изданных Требниках этот же самый чин имеет иное название «Благословение креста для ношения на теле». Чин используют для освящения наперсных крестов, нательных крестов, поклонных крестов, напрестольных крестов и крестов, которые ставят на куполах храмов. Необходимость чина освящения крестов в настоящее время отдельными авторами поставлена под сомнение. Один из основных аргументов противников чина освящения крестов — отсутствие чина в Древней церкви. Другой аргумент заключается в том, что Крест сам освящает себя. Последний аргумент был высказан участниками Седьмого Вселенского (Второго Никейского) собора:

На следующее возражения иконоборцев:
«Нечестивое учреждение лжеименных икон не имеет для себя основания ни в Христовом, ни в апостольском, ни в отеческом предании; нет также и священной молитвы, освящающей их, чтобы сделать их из обыкновенных предметов святыми; но постоянно остаются они вещами обыкновенными»,
— Собор отвечал:
«Пусть же они выслушают и правду. Над многими из таких предметов, которые мы признаем святыми, не читается священной молитвы; потому что они по самому имени своему полны святости и благодати. …Таким образом и самый образ животворящего креста, хотя на освящение его и не полагается особой молитвы, считается нами достойным почитания и служит достаточным для нас средством к получению освящения. …То же самое и относительно иконы; обозначая ее известным именем, мы относим честь ее к первообразу; целуя ее и с почтением поклоняясь ей, мы получаем освящение». (Деяние шестое. «Опровержение коварно составленного толпою христиано-обвинителей и лжеименного определения», том четвёртый).
— Седьмой вселенский собор, деяние шестое, том четвёртый
Из современых православных деятелей такую же позицию отстаивал священник РПЦ Павел Адельгейм.